# Дютье, Владимир
Влади́мир Дютье́ (англ. Vladimir Duthiers; родился 21 декабря 1969 года, в Нью-Йорке, США) — американский телевизионный журналист. С 2014 года является корреспондентом канала новостей CBS, куда он перешёл после пяти лет работы в СNN.

## Биография
Дютье родился и вырос в Нью-Йорке, сын Гаитянских иммигрантов французского происхождения. Он свободно говорит на французском и Креольском языках. Учился в университете Род-Айленда, сначала с крупных журналистских расследований, после чего переключился на политологию. В 1991 году получил диплом и начал работать на Уолл-стрит в индустрии финансовых услуг. Он присоединился к управляющей компании AllianceBernstein в 1993 году, где он был в конечном счете назначен управляющим директором по развитию бизнеса в Азии, Европе, Латинской Америке и на Ближнем Востоке, прежде чем вернуться в журналистику в Колумбийском университете Высшей школы журналистики, где работал на пол-ставки.
В то время пока он работал в Колумбийском университете, Дютье устроился на работу в CNN в 2009 году, сначала в качестве стажера, а затем в качестве помощника продюсера, работавшего над проектом Кристиан Аманпур Аманпур и Андерсон Купер 360°. На следующий день после землетрясения на Гаити, произошедшего в 2010 году, он отправился на Гаити с командой канала CNN, как переводчик и помощника продюсера. Он входил в команду, которая выиграла две премии "Эмми" за освещение землетрясения. Позже он был отправлен в Нигерию в качестве международного корреспондента, где выиграл премию Пибоди за его работы о похищении Нигерийских школьниц террористической группировкой Боко Харам.
В августе 2014 он заключил контракт с CBS News, где продолжил работу в качестве корреспондента в Нью-Йорке.